# Tristaniopsis collina
Tristaniopsis collina är en myrtenväxtart som beskrevs av Peter G.Wilson och John Teast Waterhouse. Tristaniopsis collina ingår i släktet Tristaniopsis och familjen myrtenväxter. Inga underarter finns listade i Catalogue of Life.